# Regimiento de Caballería Acorazado «Alcántara» n.º 10
El Regimiento de Caballería «Alcántara» n.º 10 es una unidad de caballería española creada en el siglo XVII y con un amplio historial, que incluye la concesión de la Gran Cruz Laureada de San Fernando por su heroica actuación durante el desastre de Annual de 1921. Actualmente, se encuentra de guarnición en Melilla, desplegado como regimiento de caballería.

## Historia en Europa
El Alcántara aparece de la necesidad de los ejércitos de Felipe IV de aumentar las tropas montadas destacadas en las Diecisiete Provincias, para lo que se autorizó crear varios cuerpos de caballería. Uno de ellos fue el organizado y dirigido por el maestre de campo Juan Francisco Nestién con base en ocho compañías que pasó a sueldo de la región de Bruselas el 19 de febrero de 1656 como Tercio de Nestién.
Su estandarte era de damasco carmesí, orlado y bordado de plata, llevando en el anverso las armas reales y en el reverso el manto coronado y la venera o cruz de la Orden Militar de Alcántara, con el lema «Hoec nubila tollunt obstantia sicut sol» (‘Cabalga como el sol, disipa las nubes a su paso’). El primer escuadrón lucía un estandarte de damasco blanco.
Encuadrado en el ejército de Juan José de Austria, en 1656 participó en la batalla de Valenciennes sitiada por los franceses, cargando y acuchillando a 18 escuadrones. Participó en las batallas de las Dunas (1658), Lille (1667), Seneffe (1674), donde peleó todo el día y se retiró victorioso a media noche, Saint-Denis (1687) y Fleurus (1690), donde resistió el choque de la caballería enemiga para luego tomar la iniciativa y destrozarla.

### Historia en España
Seis años más tarde se encontraba en España, luchando durante la campaña de Cataluña. Pasó a Italia durante la guerra de Sucesión, mandado personalmente por Felipe V, se batió en Luzzara frente a los austriacos. En 1710 volvió a España y luchó en Zaragoza, Igualada y Portugal.
En 1769, al frente de su banda de trompetas había un jinete vestido a la turca y batiendo unos palillos de metal. El origen de tal insignia no corresponde al Alcántara, sino al Bramante que en 1720 derrotó al Regimiento de Caballería de Starhemberg, austriaco, cogiendo prisionero, entre otros, al turco que llevaba dichos palillos, y Felipe V para perpetuar tal victoria concedió tal prerrogativa, el cual al fusionarse con el Alcántara en 1731 le transmitió este honor por real orden de 11 de enero de 1769.

### Guerra de la Independencia
En el año 1808 se denominaba Regimiento de Caballería de Alcántara n.º 7 y estaba formado por 42 jefes y oficiales, 589 de tropa y 490 caballos. Tenía dos escuadrones destinados en Portugal; fueron hechos prisioneros por los franceses a consecuencia del Convenio de Cintra y el 25 de octubre lograron desembarcar en San Carlos de la Rápita con el resto de las unidades españolas prisioneras. Los otros tres escuadrones del regimiento estaban en el campo de San Roque y formaron la base del 2.º Regimiento de Caballería Alcántara.
Participó en la guerra de la Independencia Española recibiendo las cruces de distinción de Aranjuez, Almonacid y Valls por acciones de destacada heroicidad. En 1823 fue disuelto como Regimiento de Alcántara, 7.º de Caballería.

### SiglosXIXyXX

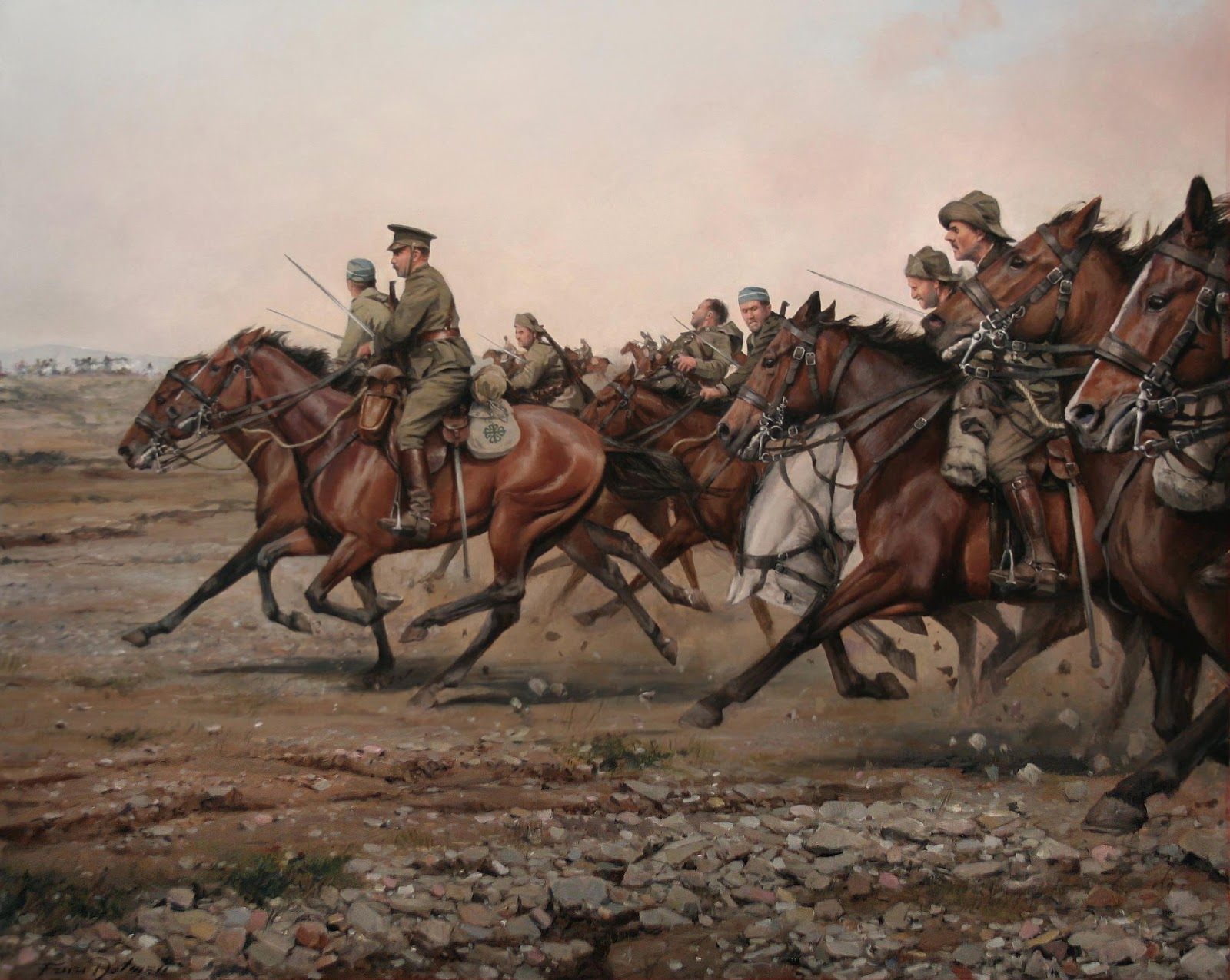
Carga del río Igan, por Augusto Ferrer-Dalmau.

En 1844 vuelve a ser creado como Regimiento de Lanceros de Alcántara, 16.º de Caballería, con guarnición en Alcalá de Henares. Durante años sufrió varios cambios de guarnición, organización y uniformidad, y en 1859, cuando estaba acantonado en Ciudad Real con un destacamento en Almagro, fue transformado en Regimiento de Cazadores de Alcántara, 16.º de Caballería.
Al acceder al trono Alfonso XII, se reorganiza el Ejército, quedando como Regimiento de Cazadores de Alcántara, 14.º de Caballería, alternando las guarniciones en Reus, Lérida y Barcelona, desde donde embarcó rumbo a Cuba en 1895, donde se batió hasta el final de la guerra.
Con el nuevo siglo el Alcántara fue destinado a Valencia, donde permaneció hasta el 8 de septiembre de 1911, en que se dispuso su traslado a Melilla, donde 10 años más tarde efectuó los hechos anteriormente relatados.
En 1921 en el desastre de Annual, el regimiento fue prácticamente aniquilado tras proteger a las fuerzas que se batían en retirada. El balance de bajas fue: De cuatro jefes, tres muertos y un herido. De treinta oficiales, veintiún muertos, cuatro heridos y cuatro  prisioneros. De seis suboficiales, cinco muertos y un prisionero. De veinte sargentos, dieciocho heridos y un prisionero. De catorce herradores, once muertos y dos prisioneros. De 63 cabos, 53 muertos y seis prisioneros. De trece trompetas, trece muertos. De diecisiete soldados de 1.ª, catorce muertos y dos heridos. De 524 soldados de 2.ª, 403 muertos y 53 prisioneros. En definitiva, de 691 efectivos del Regimiento, 541 muertos, siete heridos y 67 prisioneros. Por ello es el único regimiento del Ejército español al que se le concedió colectivamente la Gran Cruz Laureada de San Fernando con fecha de 1 de junio de 2012.

"...con objeto de reconocer los heroicos hechos ocurridos entre el 22 de julio y el 9 de agosto de 1921, cuando el Regimiento dio protección al repliegue de las tropas españolas desde sus posiciones en Annual hasta el monte Arruit, gesta en la que fallecieron la mayor parte de sus integrantes: 28 de los 32 oficiales y 523 de los 685 miembros de tropa..."
Real Decreto por el que se concede la Cruz Laureada de San Fernando al Regimiento de 'Cazadores de Alcántara, 14 de Caballería',

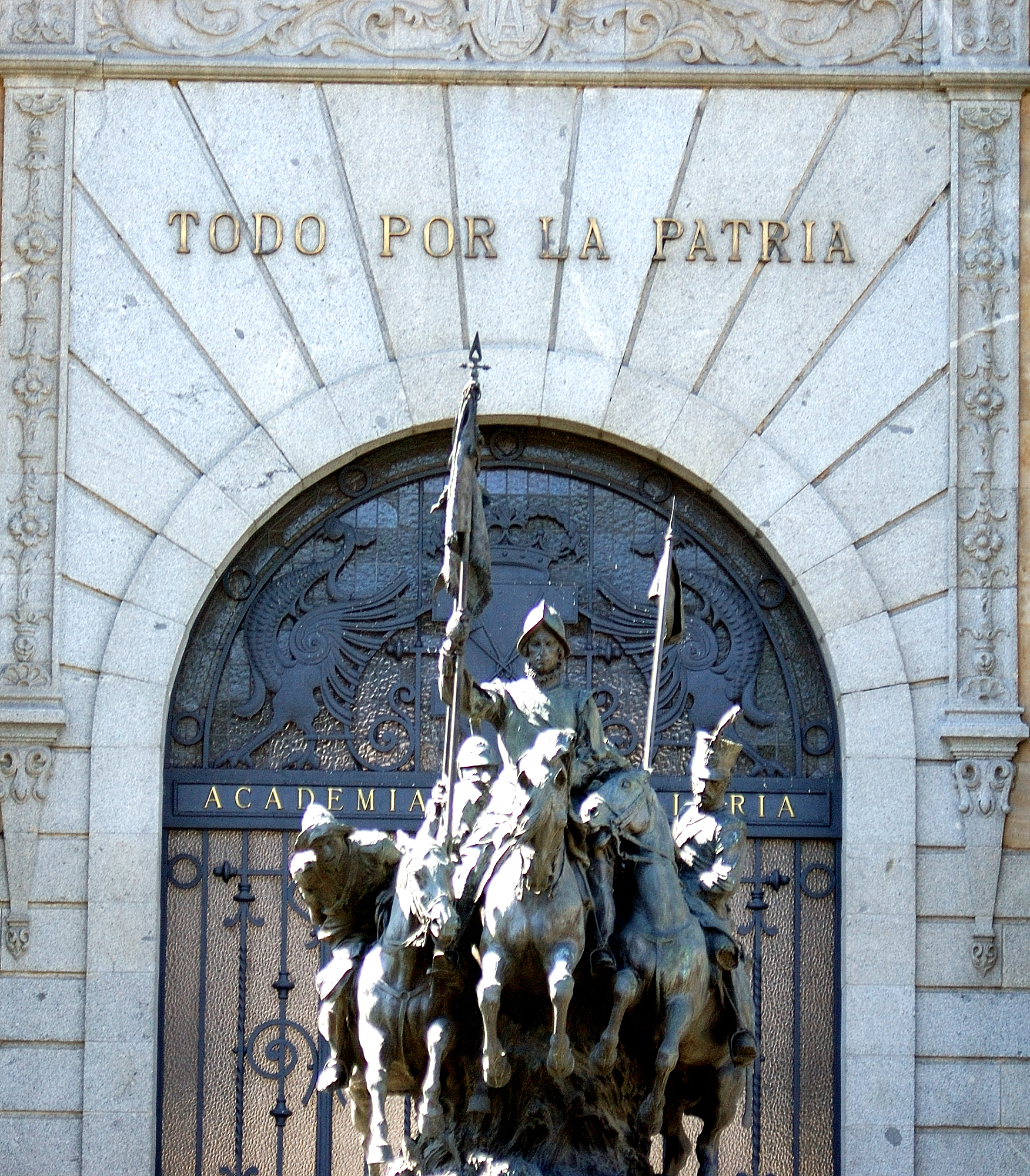
Monumento dedicado al Regimiento cazadores de Alcántara realizado por el escultor Mariano Benlliure y colocado en la puerta de la Academia de Caballería de Valladolid.

Estandarte del Regimiento de Caballería Cazadores de Alcántara n.º. 14 de Caballería

El 22 de enero de 1927 se reorganiza fundiéndose con los Regimientos de Vitoria y Taxdirt, pasando a Ceuta, donde poco después se fusiona con el Regimiento de Villarrobledo, pasando a Badajoz como Regimiento de Caballería Alcántara, 14.º de Cazadores. En 1931 es convertido en Grupo de Autoametralladoras con sede en Aranjuez, donde le sorprende la Guerra Civil y es disuelto.
En 1939 se crea el Grupo de Exploración n.º 9 de Marruecos con guarnición en Larache, y un año después forma parte de la Brigada Mixta de Caballería como Regimiento de Caballería Independiente n.º 19 para ser después renombrado como Regimiento de Caballería Mecanizado n.º 19.
En 1943 vuelve a cambiar el nombre como Regimiento de Caballería Dragones de Alcántara n.º 15.
En 1958 se reorganiza como Regimiento de Caballería de Cazadores de Alcántara n.º 15, absorbiendo a los Tabores de Caballería n.º 1 y 2, pasando a Jaén, donde el año siguiente asume el nombre de Agrupación de Alcántara n.º 15 de Caballería.
En 1963 se convierte en Regimiento de Caballería Blindada Alcántara n.º 15
En 1966 se llama Regimiento Ligero Acorazado de Caballería Alcántara n.º 10 y vuelve a Melilla.
En 1974 toma el nombre de Regimiento Acorazado de Caballería Alcántara n.º 10.
En 1992 la ciudad de Melilla le concedió su medalla de oro, distinción que se une a cinco medallas militares colectivas y las condecoraciones mencionadas anteriormente.

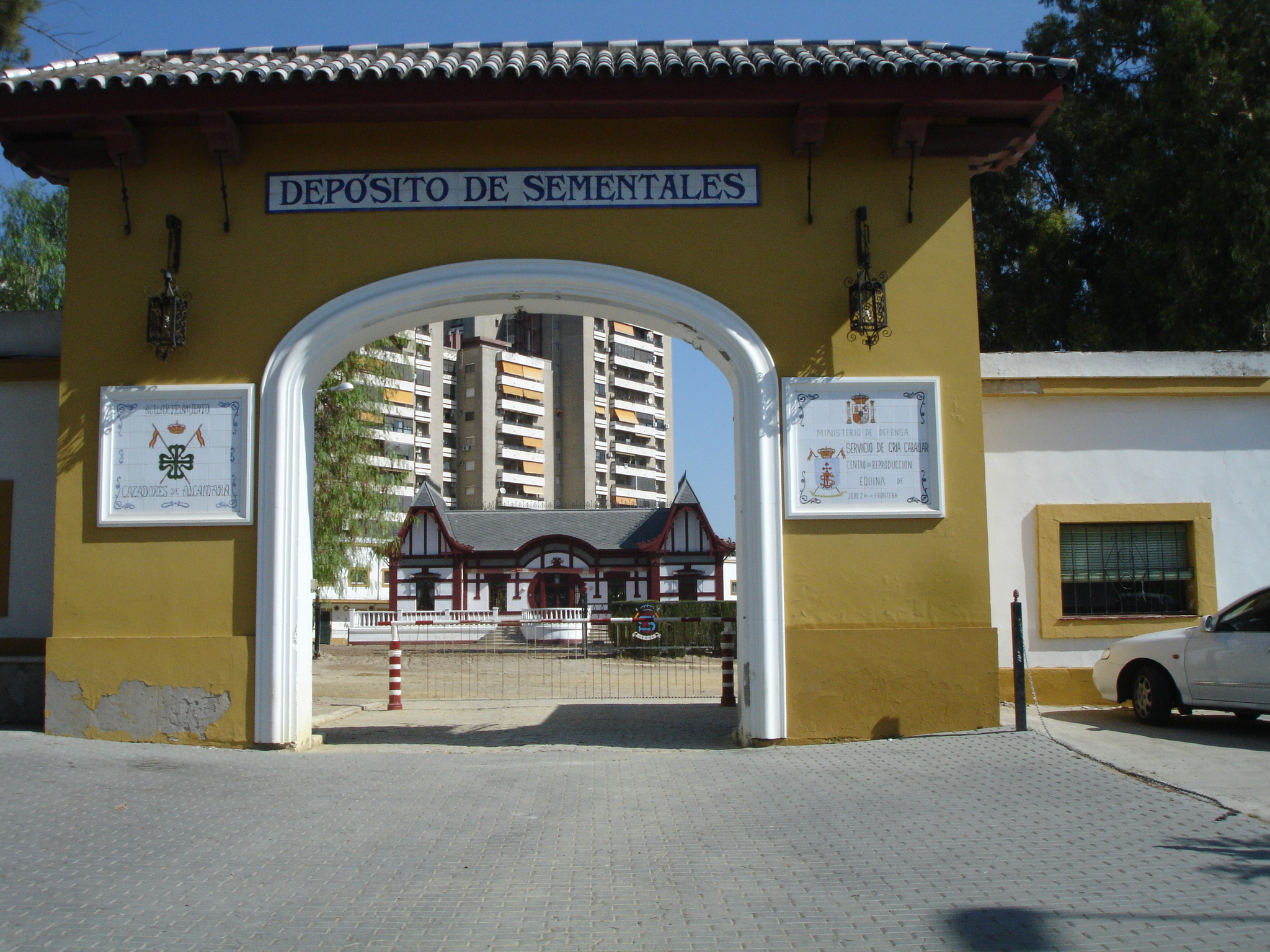
Azulejo en la Yeguada Militar de Jerez

En 2012 el Consejo de Ministros concedió al Regimiento la Cruz Laureada de San Fernando por su heroica actuación en el desastre de Annual.

### Campañas mostradas en el escudo
El escudo del regimiento aparece adornado con cartelas con los nombres de las campañas en que participó junto a las fechas en las que esta unidad tomó parte en las mismas:
- Guerra contra Francia (1648-1697)
- Guerra de sucesión española (1702-1714)
- Guerra contra la Cuádruple Alianza (1717-1719)
- Guerras contra Inglaterra (1725-1807)
- Guerra de la Sucesión de Polonia (1733-1738)
- Intervención en la guerra de los Siete Años (1761-1763)
- Guerra contra la Convención Francesa (1792-1795)
- Guerra de las Naranjas (1801)
- Guerra de la Independencia (1802[7] -1814)
- Tercera guerra carlista (1872-1876)
- Guerra Chiquita y segunda guerra de Cuba (1879-1897)
- Guerra de Marruecos (1909-1926)
- Intervención en Kosovo (1999-2009)[8]

## Estructura
- Plana mayor de mando
  - Mando
  - Plana mayor
  - Sección de plana mayor
- Grupo Caballería Acorazado «Taxdirt» I/10